# Келов
Кело́в — гірська вершина у північно-східній частині Великого Кавказу. Знаходиться на півночі Азербайджану.